# Никки (жанр)
Никки (яп. 日記), или литература никки (яп. 日記文学 никки бунгаку) — дневниковая литература, жанр японской литературы, зародившийся и получивший наибольший расцвет в эпоху Хэйан.
Жанр никки возник в первой половине X века. Эпоха Хэйан занимает важное место в развитии литературы Японии и считается периодом формирования и становления национальных японских литературных жанров, включая поэзию, прозу, повести, дневники, поэтические записки. В данный исторический период дневниковая литература была одним из ведущих литературных жанров, а писательницы и читательницы дневников в основном были женщины-аристократки, что является редким явлением в истории мировой культуры. Основная группа всех авторов, почти половина общего числа, принадлежала к придворным чиновникам. Владислав Горегляд писал: «Этот показатель характеризует отличие творений раннесредневековых писателей и поэтов от творений древних по двум параметрам. Во-первых, практически сошли на нет записи народного творчества, во-вторых, в хэйанскую эпоху стало формироваться некое подобие литературного сословия, творчество представителей которого можно определить как литературу чиновников. Она была ориентирована на китайскую учёность и свободное владение камбуном».
Женщинам же не полагалось знать китайскую письменность, и порицалась хоть какая-то осведомлённость в научных вопросах. Поэтому вместе с изобретением фонетического письма к женщинам хэйанской аристократии пришла возможность писать, а следовательно и творить открыто, не боясь попасть под осуждающие взгляды.
Уход дневниковой прозы в частную жизнь означал одновременно и определенное падение интереса к социальным аспектам бытия, которые могли присутствовать в дневниках, лишь потому, что были связаны с автором. Авторы дневников писали, доверяясь лишь собственному опыту, не говоря о том, чего не видели, не слышали сами: «Мысли текли как во сне — куда-то далеко-далеко, и я перестала замечать, что происходит вокруг», заканчивая подобным образом запись определённого дня.

## Произведения
Первое сочинение данного жанра, «Тоса-никки» («Дневник путешествия из Тоса в столицу», 936), было создано мужчиной (Ки-но Цураюки), писавшим от лица женщины. Это была первая попытка избавиться от воздействия китайской культуры, породившая первое произведение японской художественной прозы, написанное национальной азбукой и чисто японским стилем вабун, то есть сочинение японской литературы на японском языке в отличие от так называемого камбу́н — японской литературы на китайском языке. Шедеврами женской дневниковой литературы, и поныне не утратившими общемировой ценности, являются произведения придворных поэтесс и писательниц, как: 
- Митицуна-но хаха. «Дневник эфемерной жизни» («Кагэро никки», буквально — «Дневник мотылька»[5]), конец X века
- Идзуми-сикибу. «Дневник Идзуми-сикибу», начало XI века[6]
- Сэй Сёнагон. «Записки у изголовья», начало XI века (относится к жанру эссе)
- Мурасаки Сикибу. «Дневник» («Мурасаки Сикибу никки»[6], 1010 год[7])
- Дочь Сугавара-но Такасуэ. «Одинокая луна в Сарасина» («Сарасина никки»[6], 1059/1060[8])